# Czarodziej

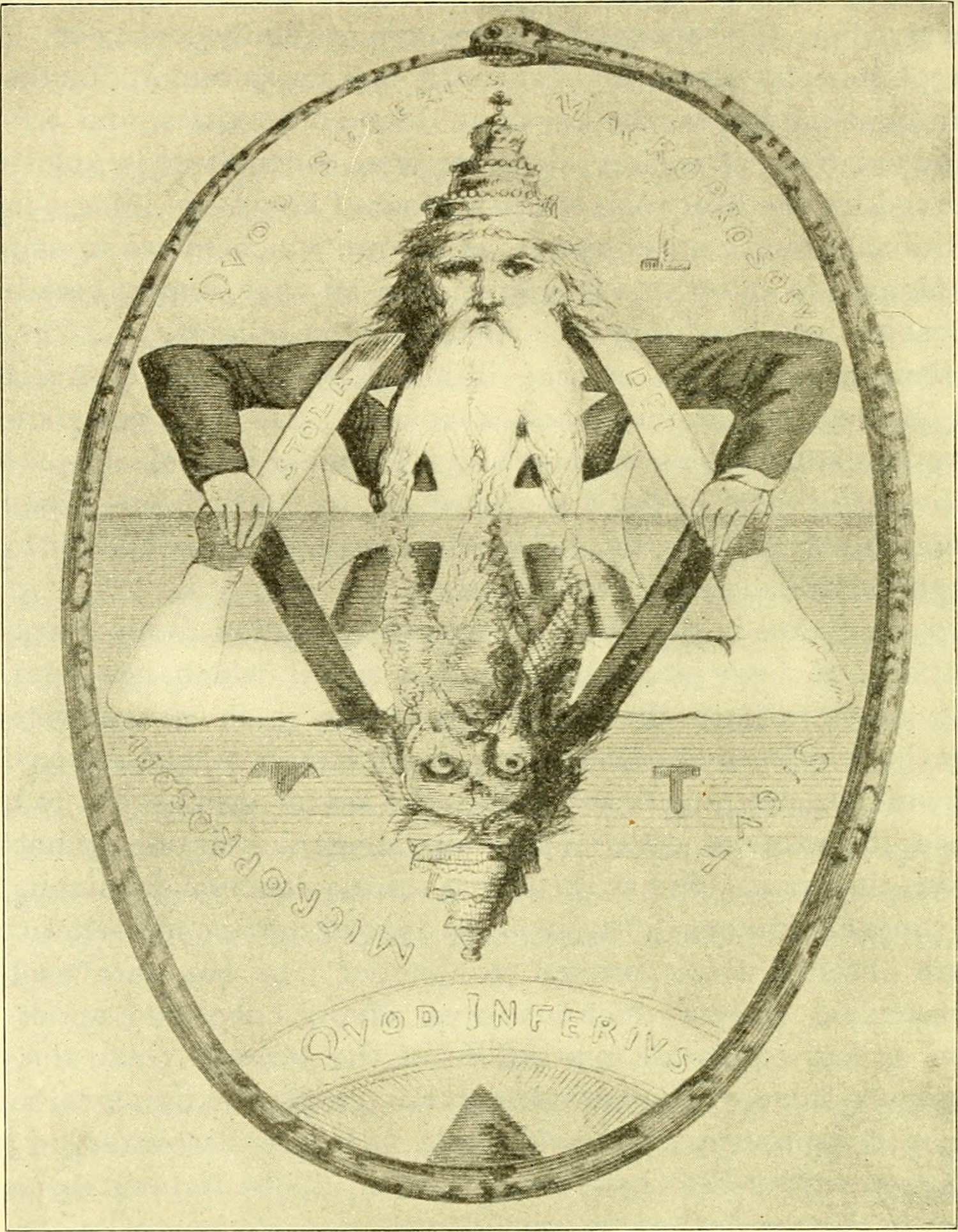
ilustracja sporządzona przez Eliphasa Léviego (1887)

Czarodziej, mag – w mitach, okultyzmie, legendach i literaturze fantasy, osoba praktykująca magię. Żeński odpowiednik tego słowa to czarodziejka.
W przeciwieństwie do, parających się czarną magią, czarnoksiężników czy czarownic, czarodzieje nieśli zwykle ludziom pomoc używając białej magii.

## Współczesna literatura fantasy
W stworzonej przez J.R.R. Tolkiena mitologii Śródziemia czarodzieje (qya. Istari, sin. Ithryn) są Majarami, istotami wysłanymi z Amanu do Śródziemia, by wspomóc żyjące tam ludy w walce z Sauronem. Między innymi przez wizerunek Gandalfa jako mężczyzny z wysoką czapką w świadomości zapisał się taki wizerunek czarodzieja. Z czasem jednak twórcy zaczęli eksperymentować, tworząc różnego typu systemy magii. Odbieganie można zauważyć w psychologii głównego bohatera książki Ani słowa prawdy Jacka Piekary, czy w magach posługujących się mocą metali z serii Ostatnie Imperium Brandona Sandersona.
W różnych utworach bywa, że czarodziejem może zostać każdy, chociaż wymaga to wiele pracy, jak w Poniedziałek zaczyna się w sobotę lub że konieczne są specjalne talenty, jak w serii o Harrym Potterze, czy Ziemiomorzu. Czarodzieje mogą też w ogóle nie być ludźmi, np. Istari czy Sally czarownica.

### Przykłady czarodziejów
- Merlin (postać z legend arturiańskich)
- Gandalf (postać z mitologii J.R.R. Tolkiena)
- Yennefer (postać ze świata wiedźmina stworzona przez Andrzeja Sapkowskiego)
- Czarodzieje z serii Harry Potter (stworzeni przez J.K. Rowling)